# К чёрту любовь!
«К чёрту любовь!» (англ. Down with Love — Долой любовь) — романтическая комедия 2003 года.

## Сюжет
События фильма перенесены в 1962 год. Феминистка Барбара Новак выпускает бестселлер под названием «К чёрту любовь». Книга становится манифестом независимых женщин, и это побуждает репортёра и светского льва Катчера Блока вступить с Новак в увлекательную игру.
Он намеревается влюбить её в себя и таким образом заставить признать ошибочность изложенных в книге постулатов. Однако, к удивлению Блока, в результате он сам влюбляется в сексапильную литераторшу.

## В ролях
| Актёр           | Роль            |
| --------------- | --------------- |
| Рене Зеллвегер  | Барбара Новак   |
| Юэн Макгрегор   | Катчер Блок     |
| Сара Полсон     | Викки Хиллер    |
| Дэвид Хайд Пирс | Питер Макманнус |
| Рейчел Дрэтч    | Глэдис          |
| Джек Плотник    | Морис           |
| Тони Рэндалл    | Теодор Баннер   |
| Джери Райан     | Гвендолин       |
| Ивана Миличевич | Иветт           |
| Мелисса Джордж  | Ильке           |
| Дори Бартон     | Салли           |
| Линн Коллинз    | девушка-битник  |
| Эрика Элениак   | Джина           |

## Критика
После выхода фильм получил самые разные отзывы. Критик Chicago Sun-Times Роджер Эберт довольно положительно отозвался о фильме, назвав его «частями забавным» и охарактеризовав речь Зеллвегер в конце как «поток слов, льющийся из самой глубины души ее персонажа».